# Вілаєт
Вілає́т (тур. vilâyet, перс. ولایت, трансліт. вілая; араб. ولاية, кириліз.: вілая, латиніз. wilāyah; урду ولایت‎, трансліт. вілаят; «губернія») — основна адміністративно-територіальна одиниця в деяких країнах Північної Африки, Близького і Середнього Сходу:
- Афганістан — вілаят (провінція)
- Алжир — вілая
- Туніс — вілаєт (говернорат)
- Туреччина — вілаєт (іль, іл)
- Туркменістан
- Узбекистан